# Gzik
Gzik (řidčeji gzika) je příloha jídla typická pro velkopolskou a kujavskou kuchyni. Je to tvaroh smíchaný se smetanou (místo smetany se někdy používá mléko nebo jogurt) a s pažitkou a ředkvičkami (existují i další přísady, např. cibule nebo vejce).
Gzik podávaný s bramborami vařenými ve slupce se v poznaňském nářečí nazývá pyry z gzikiem. Jde o typické velkopolské postní jídlo, které se zde rozšířilo v první polovině 19. století, kdy se ve Velkopolsku začaly ve větším množství pěstovat brambory. Kromě brambor vařených ve slupce lze gzik konzumovat také s chlebem nebo s oloupanými bramborami.